# Veli Planatak
Koordinati:   44°07′07″N, 14°57′01″E
Veli Planatak je majhen nenaseljen otoček v Jadranskem morju, ki pripada Hrvaški.
Veli Planatak leži med Sestrunjem in Dugim otokom, od katerega je oddaljen okoli 0,3 km. Površina otočka meri 0,069 km². Dolžina obalnega pasu je 1 km.